# .nu
.nu je vrhovna internetska domena (country code top-level domain - ccTLD) za Niue. Domenom upravlja .NU Domain Ltd.

## Vanjske poveznice
- IANA .nu whois informacija  Arhivirana inačica izvorne stranice od 27. travnja 2006. (Wayback Machine)